# Ikke Hüftgold/Diskografie
Diese Diskografie ist eine Übersicht über die musikalischen Werke des deutschen Partyschlagersängers, Liedtexters und Musikproduzenten Ikke Hüftgold, der als Autor und Produzent auch unter seinem bürgerlichen Namen Matthias Distel tätig ist. Den Schallplattenauszeichnungen zufolge hat er bisher mehr als 1,7 Millionen Tonträger verkauft. Seine erfolgreichste Veröffentlichung ist die Produktion Layla mit über 650.000 verkauften Einheiten. Das Stück verkaufte sich alleine in Deutschland über 600.000 Mal und zählt damit zu den meistverkauften Schlagern des Landes.

## Alben

### Studioalben
| Jahr | Titel Album                                                                | Höchstplatzierung, Gesamtwochen, AuszeichnungChartplatzierungen (Jahr, Titel, Album, Platzierungen, Wochen, Auszeichnungen, Anmerkungen) | Höchstplatzierung, Gesamtwochen, AuszeichnungChartplatzierungen (Jahr, Titel, Album, Platzierungen, Wochen, Auszeichnungen, Anmerkungen) | Höchstplatzierung, Gesamtwochen, AuszeichnungChartplatzierungen (Jahr, Titel, Album, Platzierungen, Wochen, Auszeichnungen, Anmerkungen) | Anmerkungen                             |
| Jahr | Titel Album                                                                | DE | AT | CH | Anmerkungen                             |
| ---- | -------------------------------------------------------------------------- | --- | --- | --- | --------------------------------------- |
| 2016 | Ballerpunk Summerfield Records (DA)                                        | — | — | — | Erstveröffentlichung: 15. Januar 2016   |
| 2020 | Dicke Hits und Kartoffelsalat aus dem Märchenland Summerfield Records (SR) | — | — | — | Erstveröffentlichung: 28. August 2020   |
| 2023 | Nummer eins Summerfield Records (UMG)                                      | DE1 (2 Wo.)DE | — | — | Erstveröffentlichung: 29. Dezember 2023 |
| 2024 | Mach ihn rein Summerfield Records (UMG)                                    | DE8 (1 Wo.)DE | — | — | Erstveröffentlichung: 21. Juni 2024     |

### Weihnachtsalben
| Jahr | Titel Musiklabel                                            | Anmerkungen                             |
| ---- | ----------------------------------------------------------- | --------------------------------------- |
| 2021 | Lustige Weihnachten – KlASSIkalbum Winterfield Records (SR) | Erstveröffentlichung: 27. November 2021 |

## Singles

### Als Leadmusiker
| Jahr | Titel Album | Höchstplatzierung, Gesamtwochen, AuszeichnungChartplatzierungen (Jahr, Titel, Album, Platzierungen, Wochen, Auszeichnungen, Anmerkungen) | Höchstplatzierung, Gesamtwochen, AuszeichnungChartplatzierungen (Jahr, Titel, Album, Platzierungen, Wochen, Auszeichnungen, Anmerkungen) | Höchstplatzierung, Gesamtwochen, AuszeichnungChartplatzierungen (Jahr, Titel, Album, Platzierungen, Wochen, Auszeichnungen, Anmerkungen) | Anmerkungen |
| Jahr | Titel Album | DE | AT | CH | Anmerkungen |
| ---- | --- | --- | --- | --- | --- |
| 2010 | Fußballgötter Ballerpunk                                                                                                | — | — | — | Erstveröffentlichung: 14. April 2010                                                                                      |
| 2010 | Saufen ist scheiße (… doch wir machen’s trotzdem) Ballerpunk                                                            | — | — | — | Erstveröffentlichung: 3. Mai 2010 feat. Papaoke                                                                           |
| 2011 | Pik Pik Pik (Finger in den A… ) Ballerpunk                                                                              | — | — | — | Erstveröffentlichung: 29. April 2011                                                                                      |
| 2011 | Wir wollen feiern (… wohohohohoho) Ballerpunk                                                                           | — | — | — | Erstveröffentlichung: 29. April 2011 feat. DJ Düse                                                                        |
| 2011 | Brigütte (Komm mit mir in die Hütte) Ballerpunk                                                                         | — | — | — | Erstveröffentlichung: 24. November 2011                                                                                   |
| 2012 | Bongiorno Ballerpunk • Dicke Hits und Kartoffelsalat aus dem Märchenland                                                | — | — | — | Erstveröffentlichung: 16. März 2012 feat. Peter Wackel                                                                    |
| 2012 | Ich will Sex mit dir Carmen Ballerpunk                                                                                  | — | — | — | Erstveröffentlichung: 22. Juni 2012 feat. Lorenz Büffel                                                                   |
| 2013 | Der Mickie Krause Song Ballerpunk • Dicke Hits und Kartoffelsalat aus dem Märchenland                                   | — | — | — | Erstveröffentlichung: 8. März 2013                                                                                        |
| 2013 | Mein kleines Pony Ballerpunk • Dicke Hits und Kartoffelsalat aus dem Märchenland                                        | — | — | — | Erstveröffentlichung: 12. April 2013 feat. Mallorca Cowboys                                                               |
| 2013 | Der gecoverte Coversong Ballerpunk                                                                                      | — | — | — | Erstveröffentlichung: 19. Juli 2013                                                                                       |
| 2013 | Schick deine Mudda heim Ballerpunk                                                                                      | — | — | — | Erstveröffentlichung: 9. August 2013                                                                                      |
| 2014 | Wir sind im Bierkönig Ballerpunk                                                                                        | — | — | — | Erstveröffentlichung: 28. März 2014                                                                                       |
| 2014 | So wie in alten Tagen Ballerpunk                                                                                        | — | — | — | Erstveröffentlichung: 23. April 2014 feat. Rick Arena                                                                     |
| 2014 | Keine Farbe im Urin Ballerpunk                                                                                          | — | — | — | Erstveröffentlichung: 25. April 2014                                                                                      |
| 2014 | Liebficken Ballerpunk                                                                                                   | — | — | — | Erstveröffentlichung: 25. April 2014 feat. LaPalomaLui                                                                    |
| 2014 | Dicke Titten, Kartoffelsalat Ballerpunk • Dicke Hits und Kartoffelsalat aus dem Märchenland                             | — | — | — | Erstveröffentlichung: 24. Juni 2014                                                                                       |
| 2014 | So gehn die Gauchos (So gehn die Deutschen) auch bekannt als: So gehn die Deutschen (So gehen die Holländer) Ballerpunk | DE99 (1 Wo.)DE | — | — | Erstveröffentlichung: 22. Juli 2014 vs. Willi Herren                                                                      |
| 2015 | Leck die Tussy Ballerpunk                                                                                               | — | — | — | Erstveröffentlichung: 15. Mai 2015 feat. DJ Düse                                                                          |
| 2015 | Salz auf die Eier Ballerpunk                                                                                            | — | — | — | Erstveröffentlichung: 15. Mai 2015 feat. Carsten Spengemann                                                               |
| 2015 | Wenn ich wieder nüchtern bin Ballerpunk                                                                                 | — | — | — | Erstveröffentlichung: 5. Juni 2015                                                                                        |
| 2015 | Hose runter! Ballerpunk                                                                                                 | — | — | — | Erstveröffentlichung: 6. Juli 2015 feat. Sandy Sahne; Original: J.B.O.                                                    |
| 2015 | Quellkartoffel & Dupp Dupp Ballerpunk • Dicke Hits und Kartoffelsalat aus dem Märchenland                               | — | — | — | Erstveröffentlichung: 11. Dezember 2015                                                                                   |
| 2016 | Vor, zurück – | — | — | — | Erstveröffentlichung: 27. April 2016 mit Willi Herren                                                                     |
| 2016 | Wir sind Mallorca Dicke Hits und Kartoffelsalat aus dem Märchenland                                                     | — | — | — | Erstveröffentlichung: 22. April 2016 feat. Mia Julia                                                                      |
| 2016 | Wir sind der Bierkönig auch bekannt als: Wir sind der Ballermann –                                                      | — | — | — | Erstveröffentlichung: 14. Juni 2016 mit Mia Julia Original: Wolfgang Petry – Ruhrgebiet                                   |
| 2016 | Huuh Dicke Hits und Kartoffelsalat aus dem Märchenland                                                                  | — | — | — | Erstveröffentlichung: 8. Juli 2016                                                                                        |
| 2016 | Alle blau Dicke Hits und Kartoffelsalat aus dem Märchenland                                                             | — | — | — | Erstveröffentlichung: 16. Dezember 2016 Neuauflage: 13. Juli 2018 (feat. Honk!)                                           |
| 2017 | Don’t Take Me Home Dicke Hits und Kartoffelsalat aus dem Märchenland                                                    | — | — | — | Erstveröffentlichung: 21. April 2017                                                                                      |
| 2017 | Urensohn – | — | — | — | Erstveröffentlichung: 5. Mai 2017                                                                                         |
| 2017 | Modeste Song Dicke Hits und Kartoffelsalat aus dem Märchenland                                                          | — | — | — | Erstveröffentlichung: 26. Mai 2017 feat. Kreisligalegende & VFL Eschhofen                                                 |
| 2018 | Schon wieder besoffen Dicke Hits und Kartoffelsalat aus dem Märchenland                                                 | — | — | — | Erstveröffentlichung: 22. Juni 2018 feat. Ingo ohne Flamingo                                                              |
| 2018 | Wir sind Weltmeister (Im Saufen) –                                                                                      | — | — | — | Erstveröffentlichung: 29. Juni 2018                                                                                       |
| 2018 | Ihr könnt euch einfach mal Dicke Hits und Kartoffelsalat aus dem Märchenland                                            | — | — | — | Erstveröffentlichung: 5. Oktober 2018 feat. Basti Trailerpark                                                             |
| 2018 | Berti Bums Birne – | — | — | — | Erstveröffentlichung: 3. November 2018 mit Lorenz Büffel                                                                  |
| 2018 | Wir sind wieder da Dicke Hits und Kartoffelsalat aus dem Märchenland                                                    | — | — | — | Erstveröffentlichung: 14. Dezember 2018 feat. Lorenz Büffel                                                               |
| 2019 | Reiss den Hahn auf (Kein Problem) –                                                                                     | — | — | — | Erstveröffentlichung: 28. Februar 2019 mit Don Francis                                                                    |
| 2019 | Asamoah Dicke Hits und Kartoffelsalat aus dem Märchenland                                                               | — | — | — | Erstveröffentlichung: 7. Juni 2019 feat. Lorenz Büffel                                                                    |
| 2019 | Allez Allez Allez Dicke Hits und Kartoffelsalat aus dem Märchenland                                                     | — | — | — | Erstveröffentlichung: 21. Juni 2019 feat. DJ Biene                                                                        |
| 2019 | Wir fahr’n gern zu den Tschechen Dicke Hits und Kartoffelsalat aus dem Märchenland                                      | — | — | — | Erstveröffentlichung: 12. Juli 2019 feat. Everything for the Cat & Kreisligalegende                                       |
| 2019 | Eine Liebe Dicke Hits und Kartoffelsalat aus dem Märchenland                                                            | — | — | — | Erstveröffentlichung: 6. September 2019 als Teil der Mallorca Allstars                                                    |
| 2019 | Zusammen Dicke Hits und Kartoffelsalat aus dem Märchenland                                                              | — | — | — | Erstveröffentlichung: 8. November 2019 feat. Lorenz Büffel                                                                |
| 2020 | Wo ist das Paracetamol –                                                                                                | — | — | — | Erstveröffentlichung: 10. Januar 2020 mit Ko & Ko                                                                         |
| 2020 | Quarantänamera Dicke Hits und Kartoffelsalat aus dem Märchenland                                                        | — | — | — | Erstveröffentlichung: 25. März 2020 feat. Lorenz Büffel & Die halbtoten Bierologen                                        |
| 2020 | Kalou Song – | — | — | — | Erstveröffentlichung: 11. Mai 2020 mit Kreisligalegende                                                                   |
| 2020 | Tief im Ozean Dicke Hits und Kartoffelsalat aus dem Märchenland                                                         | — | — | — | Erstveröffentlichung: 22. Mai 2020 feat. Lorenz Büffel & Die halbtoten Bierologen                                         |
| 2020 | Dosenbier Dicke Hits und Kartoffelsalat aus dem Märchenland                                                             | — | — | — | Erstveröffentlichung: 17. Juni 2020 feat. DJ Biene & Hermann K.                                                           |
| 2020 | Pegelstufe 10 Dicke Hits und Kartoffelsalat aus dem Märchenland                                                         | — | — | — | Erstveröffentlichung: 3. Juli 2020 feat. Julian Benz                                                                      |
| 2020 | Ich bin verliebt – | — | — | — | Erstveröffentlichung: 18. September 2020 als Matthias Distel mit Werner Hansch                                            |
| 2020 | Eine Muh, eine Mäh – | DE53 (1 Wo.)DE | — | — | Erstveröffentlichung: 18. Dezember 2020 mit Kreisligalegende & Udo Mc Muff Original: Lindemann – Der Weihnachtsmann kommt |
| 2021 | Freak – | — | — | — | Erstveröffentlichung: 26. März 2021 als Matthias Distel                                                                   |
| 2021 | Ich schwanke noch – | DE71 Gold · (7 Wo.)DE | — | — | Erstveröffentlichung: 3. Mai 2021 Verkäufe: + 200.000                                                                     |
| 2021 | Lewandowski Song – | — | — | — | Erstveröffentlichung: 21. Mai 2021 mit Kreisligalegende                                                                   |
| 2021 | Weit weg – | — | — | — | Erstveröffentlichung: 18. Juni 2021 als Matthias Distel                                                                   |
| 2021 | Hey Mallorca (Wir sind da) –                                                                                            | — | — | — | Erstveröffentlichung: 9. Juli 2021                                                                                        |
| 2021 | Die Berge über uns – | — | — | — | Erstveröffentlichung: 3. Dezember 2021 mit Isi Glück                                                                      |
| 2021 | Bierlaterne – | — | — | — | Erstveröffentlichung: 10. Dezember 2021 mit Die Söhne Tirols & Matty Valentino                                            |
| 2022 | Holladri 2.0 – | — | — | — | Erstveröffentlichung: 15. April 2022 mit Dorfrocker                                                                       |
| 2022 | Muschis Gracias – | — | — | — | Erstveröffentlichung: 26. Mai 2022 mit 257ers                                                                             |
| 2022 | Sylt – | — | — | — | Erstveröffentlichung: 27. Mai 2022 mit Klaus Taler                                                                        |
| 2022 | O.R.W.H.A. – | — | — | — | Erstveröffentlichung: 17. Juni 2022 mit Kreisligalegende & Udo Mc Muff feat. Wilke Zierden                                |
| 2022 | Rapunzel Nummer eins | DE50 (9 Wo.)DE | AT53 (1 Wo.)AT | — | Erstveröffentlichung: 29. Juli 2022 feat. Die Draufgänger                                                                 |
| 2022 | Lied mit gutem Text –                                                                                                   | — | — | — | Erstveröffentlichung: 25. November 2022                                                                                   |
| 2022 | Schwedische Sabinen –                                                                                                   | — | — | — | Erstveröffentlichung: 9. Dezember 2022 mit Johnny Cap & Kreisligalegende                                                  |
| 2023 | Die Eurovisionshymne –                                                                                                  | — | — | — | Erstveröffentlichung: 24. Februar 2023 Original: Charpentier – Te Deum (Charpentier)                                      |
| 2023 | Berufsalkoholiker Nummer eins                                                                                           | — | — | — | Erstveröffentlichung: 31. März 2023 feat. Öttiboyz                                                                        |
| 2023 | Bieremoji – | — | — | — | Erstveröffentlichung: 14. April 2023 mit Ramonstar                                                                        |
| 2023 | Bumsbar Nummer eins | DE8 Gold · (20 Wo.)DE | AT21 (12 Wo.)AT | CH73 (1 Wo.)CH | Erstveröffentlichung: 28. April 2023 Verkäufe: + 300.000 feat. DJ Robin & Schürze                                         |
| 2023 | Anna Nummer eins | — | — | — | Erstveröffentlichung: 2. Juni 2023                                                                                        |
| 2023 | Sauftourist Nummer eins                                                                                                 | — | — | — | Erstveröffentlichung: 23. Juni 2023                                                                                       |
| 2023 | Saufuhr – | — | — | — | Erstveröffentlichung: 25. August 2023 feat. DJ Thom K                                                                     |
| 2023 | Igel Nummer eins | — | — | — | Erstveröffentlichung: 15. September 2023 feat. Vanessa Mai                                                                |
| 2023 | Engel Nummer eins | — | — | — | Erstveröffentlichung: 3. November 2023                                                                                    |
| 2023 | Filmriss Nummer eins | — | — | — | Erstveröffentlichung: 1. Dezember 2023 feat. Isi Glück                                                                    |

### Als Gastmusiker
| Jahr | Titel Album                  | Höchstplatzierung, Gesamtwochen, AuszeichnungChartplatzierungen (Jahr, Titel, Album, Platzierungen, Wochen, Auszeichnungen, Anmerkungen) | Höchstplatzierung, Gesamtwochen, AuszeichnungChartplatzierungen (Jahr, Titel, Album, Platzierungen, Wochen, Auszeichnungen, Anmerkungen) | Höchstplatzierung, Gesamtwochen, AuszeichnungChartplatzierungen (Jahr, Titel, Album, Platzierungen, Wochen, Auszeichnungen, Anmerkungen) | Anmerkungen                                                                                  |
| Jahr | Titel Album                  | DE | AT | CH | Anmerkungen                                                                                  |
| ---- | ---------------------------- | --- | --- | --- | -------------------------------------------------------------------------------------------- |
| 2021 | Unten kommt die Gurke rein – | DE48 (1 Wo.)DE | — | — | Erstveröffentlichung: 26. November 2021 Die Sacknähte feat. Ikke Hüftgold                    |
| 2021 | Tornado –                    | — | — | — | Erstveröffentlichung: 17. Dezember 2021 Ron Bielecki feat. Ikke Hüftgold                     |
| 2022 | Ich hab gehupt –             | — | — | — | Erstveröffentlichung: 25. Februar 2022 Brummi Bryan! feat. Ikke Hüftgold                     |
| 2022 | Nichts auf der Welt –        | — | — | — | Erstveröffentlichung: 30. März 2022 als Teil der Mallorca Allstars                           |
| 2022 | Afrika –                     | — | — | — | Erstveröffentlichung: 1. Juli 2022 Bovann feat. Ikke Hüftgold                                |
| 2022 | Wo-Le –                      | — | — | — | Erstveröffentlichung: 19. August 2022 Maveric feat. Ikke Hüftgold                            |
| 2022 | Bierbär –                    | — | — | — | Erstveröffentlichung: 23. Dezember 2022 Markus Becker feat. Ikke Hüftgold                    |
| 2023 | Leony (Du Zuckerschnute) –   | — | — | — | Erstveröffentlichung: 3. Februar 2023 Schmitty Extreme feat. Ikke Hüftgold & Thekensportlerz |
| 2023 | Blau Blau Blau –             | — | — | — | Erstveröffentlichung: 10. März 2023 Schalldicht feat. Ikke Hüftgold                          |
| 2023 | Tampon –                     | — | — | — | Erstveröffentlichung: 14. Juli 2023 Balek feat. Ikke Hüftgold                                |
| 2023 | Rhein, Inn, Main, Po –       | — | — | — | Erstveröffentlichung: 28. Juli 2023 Dr. Holiday feat. Ikke Hüftgold                          |
| 2024 | Pyrotechnik –                | DE52 (4 Wo.)DE | — | — | Erstveröffentlichung: 31. Mai 2024 Balkonultra feat. Marc Eggers & Ikke Hüftgold             |
| 2024 | Links rechts –               | DE39 (4 Wo.)DE | — | — | Erstveröffentlichung: 25. Juni 2024 Snollebollekes feat. Ikke Hüftgold & DJ Robin            |

## Musikvideos
| Jahr | Titel                                             | Regisseur(e)                     |
| ---- | ------------------------------------------------- | -------------------------------- |
| 2010 | Fußballgötter                                     | Thorsten Stein                   |
| 2010 | Saufen ist scheiße (… doch wir machen’s trotzdem) | Rene Dumont                      |
| 2010 | Mein kleines Pony                                 |                                  |
| 2011 | Wir wollen feiern (… wohohohohoho)                | Thorsten Stein                   |
| 2012 | Bongiorno                                         |                                  |
| 2013 | Der Mickie Krause Song                            | Daniel Zlotin                    |
| 2013 | Schick deine Mudda heim                           | Anne Matthes                     |
| 2014 | So wie in alten Tagen                             | Daniel Zlotin                    |
| 2014 | Dicke Titten, Kartoffelsalat                      | Rafael Gudelius (2 Versionen)    |
| 2014 | So gehn die Gauchos (So gehn die Deutschen)       | P. Kellogg                       |
| 2015 | Hose runter!                                      | Sandy Sahne, Leslie Teah         |
| 2015 | Quellkartoffel & Dupp Dupp                        | Rafael Gudelius                  |
| 2017 | Modeste Song                                      |                                  |
| 2018 | Schon wieder besoffen                             |                                  |
| 2018 | Ihr könnt euch einfach mal                        | Daniel Zlotin                    |
| 2019 | Wir fahr’n gern zu den Tschechen                  |                                  |
| 2020 | Wo ist das Paracetamol                            |                                  |
| 2020 | Quarantänamera                                    |                                  |
| 2020 | Kalou Song                                        |                                  |
| 2020 | Pegelstufe 10                                     |                                  |
| 2020 | Ich bin verliebt                                  |                                  |
| 2020 | Eine Muh, eine Mäh                                |                                  |
| 2021 | Freak                                             | Richard Beck                     |
| 2021 | Ich schwanke noch                                 |                                  |
| 2021 | Lewandowski Song                                  |                                  |
| 2021 | Weit weg                                          | Tom Bräutigam, Michael Matuschek |
| 2021 | Hey Mallorca (Wir sind da)                        |                                  |
| 2021 | Bierlaterne                                       |                                  |
| 2022 | Ich hab gehupt                                    |                                  |
| 2022 | Holladri 2.0                                      |                                  |
| 2022 | Muschis Gracias                                   |                                  |
| 2022 | O.R.W.H.A.                                        |                                  |
| 2022 | Afrika                                            |                                  |
| 2022 | Rapunzel                                          |                                  |
| 2022 | Wo-Le                                             |                                  |
| 2022 | Lied mit gutem Text                               | Marc Bremer                      |
| 2022 | Bierbär                                           |                                  |
| 2023 | Berufsalkoholiker                                 | Nils Jakowski                    |
| 2023 | Bumsbar                                           | Tom Bräutigam, Michael Matuschek |
| 2023 | Sauftourist                                       | Michael Matuschek                |
| 2023 | Tampon                                            |                                  |
| 2023 | Rhein, Inn, Main, Po                              |                                  |
| 2023 | Saufuhr                                           |                                  |
| 2023 | Igel                                              |                                  |
| 2023 | Engel                                             | Michael Matuscheck               |
| 2023 | Filmriss                                          |                                  |
| 2023 | Never Ever Nüchtern                               | Michael Matuscheck               |
| 2024 | Pyrotechnik                                       | Maximilian Jecker                |

## Autorenbeteiligungen und Produktionen
Ikke Hüftgold als Autor (A) und Produzent (P) in den Charts

| Jahr | Titel Interpretation              | Höchstplatzierung, Gesamtwochen, AuszeichnungChartplatzierungen (Jahr, Titel, Interpretation, Platzierungen, Wochen, Auszeichnungen, Anmerkungen) | Höchstplatzierung, Gesamtwochen, AuszeichnungChartplatzierungen (Jahr, Titel, Interpretation, Platzierungen, Wochen, Auszeichnungen, Anmerkungen) | Höchstplatzierung, Gesamtwochen, AuszeichnungChartplatzierungen (Jahr, Titel, Interpretation, Platzierungen, Wochen, Auszeichnungen, Anmerkungen) | Anmerkungen                                             |
| Jahr | Titel Interpretation              | DE | AT | CH | Anmerkungen                                             |
| ---- | --------------------------------- | --- | --- | --- | ------------------------------------------------------- |
| 2016 | Johnny Däpp A, P Lorenz Büffel    | DE28 Platin · (4 Wo.)DE | AT47 (2 Wo.)AT | CH85 (1 Wo.)CH | Erstveröffentlichung: 10. Juni 2016 Verkäufe: + 400.000 |
| 2017 | M.I.A. Meine Gang A, P Mia Julia  | DE96 (1 Wo.)DE | — | — | Erstveröffentlichung: 16. Juni 2017                     |
| 2022 | Dicht im Flieger A Julian Sommer  | DE7 Gold · (32 Wo.)DE | AT8 (16 Wo.)AT | CH43 (8 Wo.)CH | Erstveröffentlichung: 18. März 2022 Verkäufe: + 200.000 |
| 2022 | Layla P DJ Robin & Schürze        | DE1 ×3Dreifachgold · (61 Wo.)DE | AT1 Platin · (36 Wo.)AT | CH1 Platin · (24 Wo.)CH | Erstveröffentlichung: 25. März 2022 Verkäufe: + 650.000 |
| 2023 | Delfin A, P Honk! feat. Isi Glück | DE67 (16 Wo.)DE | — | — | Erstveröffentlichung: 28. April 2023                    |

Weitere Autorenbeteiligungen und Produktionen
| Jahr | Titel Album                  | Anmerkungen                                                     |
| ---- | ---------------------------- | --------------------------------------------------------------- |
| 2024 | Löwenherz A, P Matrix        | Erstveröffentlichung: 8. März 2024 Interpretation: Vanessa Mai  |
| 2024 | Leb den Tag zweimal A Matrix | Erstveröffentlichung: 22. März 2024 Interpretation: Vanessa Mai |

## Statistik

### Chartauswertung
Die folgenden Aufstellungen bieten eine Übersicht der Charterfolge von Ikke Hüftgold in den Singlecharts. Bei allen Charthits, die er selbst als Interpret landete, war er auch als Autor und Produzent tätig.
|                     | DE    | AT    | CH    |
| ------------------- | ----- | ----- | ----- |
| Nummer-eins-Alben   | DE1DE | AT—AT | CH—CH |
| Top-10-Alben        | DE2DE | AT—AT | CH—CH |
| Alben in den Charts | DE2DE | AT—AT | CH—CH |

|                       | DE    | AT    | CH    |
| --------------------- | ----- | ----- | ----- |
| Nummer-eins-Singles   | DE—DE | AT—AT | CH—CH |
| Top-10-Singles        | DE1DE | AT—AT | CH—CH |
| Singles in den Charts | DE8DE | AT2AT | CH1CH |

|                       | DE     | AT    | CH    |
| --------------------- | ------ | ----- | ----- |
| Nummer-eins-Singles   | DE—DE  | AT—AT | CH—CH |
| Top-10-Singles        | DE2DE  | AT1AT | CH—CH |
| Singles in den Charts | DE10DE | AT4AT | CH3CH |

|                       | DE     | AT    | CH    |
| --------------------- | ------ | ----- | ----- |
| Nummer-eins-Singles   | DE1DE  | AT1AT | CH1CH |
| Top-10-Singles        | DE2DE  | AT1AT | CH1CH |
| Singles in den Charts | DE10DE | AT4AT | CH3CH |

### Auszeichnungen für Musikverkäufe
Anmerkung: Auszeichnungen in Ländern aus den Charttabellen bzw. Chartboxen sind in ebendiesen zu finden.
| Land/RegionAuszeichnungen für Musikverkäufe (Land/Region, Auszeichnungen, Verkäufe, Quellen) | Gold     | Platin     | Verkäufe  | Quellen           |
| -------------------------------------------------------------------------------------------- | -------- | ---------- | --------- | ----------------- |
| Deutschland (BVMI)                                                                           | 4× Gold4 | 2× Platin2 | 1.700.000 | musikindustrie.de |
| Österreich (IFPI)                                                                            | —        | Platin1    | 30.000    | ifpi.at           |
| Schweiz (IFPI)                                                                               | —        | Platin1    | 20.000    | hitparade.ch      |
| Insgesamt                                                                                    | 4× Gold4 | 4× Platin4 |           |                   |